# نهائي دوري أبطال أوروبا 2023
نهائي دوري أبطال أوروبا 2023 هي المباراة النهائية لدوري أبطال أوروبا 2022–23؛ من الموسم الثامن والستين من بطولة كأس الأندية الأوروبية البطلة/دوري أبطال أوروبا التي ينظمها الاتحاد الأوروبي لكرة القدم، والموسم الثلاثين منذ أن أعيد تسميته من كأس الأندية الأوروبية البطلة إلى دوري أبطال أوروبا.
كان من المقرر أصلاً أن تقام المباراة النهائية على ملعب ويمبلي في لندن بإنجلترا. ومع ذلك، بسبب تأجيل ونقل نهائي 2020 نتيجة جائحة كوفيد-19، تم تأجيل المضيفين المقررين للنهائيات اللاحقة لمدة عام، وتم تخصيص ملعب أليانز أرينا في ميونيخ لنهائي 2023. عندما كان لا بد من نقل نهائي 2021، الذي كان من المقرر أن يقام في إسطنبول، بسبب تأثير جائحة كوفيد-19، تم منح نهائي 2023 إلى إسطنبول بدلاً من ذلك، وحصلت ميونيخ على نهائي 2025.

## عن الفريقين
في الجدول التالي، كانت النهائيات حتى عام 1992 في حقبة كأس أوروبا، منذ عام 1993 كانت في حقبة دوري أبطال أوروبا.
| الفريق       | ظهور الفريق في نهائيات دوري أبطال أوروبا السابقة (الخط الغليظ يشير لسنة التتويج) |
| ------------ | -------------------------------------------------------------------------------- |
| مانشستر سيتي | 1 (2021)                                                                         |
| إنتر ميلان   | 5 (1964، 1965، 1967، 1972، 2010)                                                 |

## الاستضافة
فتح الاتحاد الأوروبي لكرة القدم في 22 فبراير 2019 المجال لتلقى العروض من أجل نهائي دوري أبطال أوروبا 2022 ونهائي دوري أبطال أوروبا 2023، وقد أعربت العديد من ال أن اتحادين قد أعربا عن اهتمامهما باستضافة نهائي دوري أبطال أوروبا 2023.
بعد اجتماع اللجنة التنفيذية للاتحاد الأوروبي لكرة القدم خلال اجتماعهم في كييف في 24 سبتمبر 2019. تم اختيار ملعب كريستوفسكي ليستضيف نهائي دوري أبطال أوروبا 2022، بينما أختير أليانز أرينا ليستضيف نهائي دوري أبطال أوروبا 2023

## الطريق إلى النهائي
ملاحظة: في جميع النتائج أدناه، تظهر نتيجة المتأهل للمباراة النهائية أولاً (د: داخل الديار؛ خ: خارج الديار).
| م | الفريق           | لعب | نقاط |
| - | ---------------- | --- | ---- |
| 1 | مانشستر سيتي     | 6   | 14   |
| 2 | بوروسيا دورتموند | 6   | 9    |
| 3 | إشبيلية          | 6   | 5    |
| 4 | كوبنغاغن         | 6   | 3    |

| م | الفريق        | لعب | نقاط |
| - | ------------- | --- | ---- |
| 1 | بايرن ميونخ   | 6   | 18   |
| 2 | إنتر ميلان    | 6   | 10   |
| 3 | برشلونة       | 6   | 7    |
| 4 | فيكتوريا بلزن | 6   | 0    |

### مانشستر سيتي

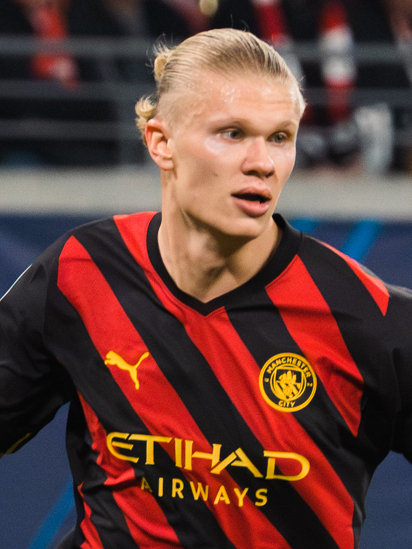
آرلينغ هالاند، الذي انضم إلى مانشستر سيتي مع انطلاقة موسم 2022–23 من بوروسيا دورتموند، هو هداف البطولة في الطريق إلى النهائي بـ12 هدفًا.

تأهل مانشستر سيتي إلى دوري الأبطال من خلال فوزه بالدوري الإنجليزي الممتاز 2021–22. ووضعت قرعة مرحلة المجموعات الفريق في المجموعة السابعة مع وصيف الدوري الألماني 2021–22 بوروسيا دورتموند ورابع الدوري الإسباني 2021–22 إشبيلية وبطل دوري السوبر الدنماركي 2021–22 كوبنهاغن.
واجه سيتي في أولى مبارياته في دور المجموعات نادي إشبيلية على ملعب رامون سانشيز بيزخوان وفاز برباعية نظيفة بأهداف فيل فودين و‌روبن دياز وثنائية آرلينغ هالاند. في الجولة الثانية، فاز سيتي على أرضه بنتيجة هدفين لهدف على بوروسيا دورتموند بهدفي جون ستونز وآرلينغ هالاند. وفي الجولة الثالثة، فاز سيتي بخماسية نظيفة على ضيفه كوبنهاغن بأهداف رياض محرز و‌جوليان ألفاريز وثنائية آرلينغ هالاند وهدف عسكي من دافيت كوتشولافا. في الجولة الرابعة، انتهت مباراة سيتي على أرض كوبنهاغن بالتعادل السلبي. في الجولة الخامسة، تعادل أيضًا السيتي مع مضيفه بوروسيا دورتموند بدون أهداف. أما في الجولة السادسة، ففاز سيتي على أرضه على إشبيلية بنتيجة ثلاثة أهداف لهدف وسجل أهداف سيتي كل من ريكو لويس وجوليان ألفاريز ورياض محرز.
في دور الـ16، أوقعت القرعة مانشستر سيتي مع نادي لايبزيغ الألماني. في مباراة الذهاب المقامة على ملعب ريد بل أرينا تعادل الفريقان بهدف لمثله حيث افتتح رياض محرز التسجيل في الشوط الأول وعادل يوشكو غفارديول النتيجة في الشوط الثاني. أما في مباراة الإياب، ففاز سيتي بسباعية نظيفة سجل منها آرلينغ هالاند خمسة أهداف معادلًا الرقم القياسي لأكبر عدد من الأهداف في مباراة واحدة في دوري أبطال أوروبا. أما الهدفان الآخران فسجلهما إيلكاي غوندوغان و‌كيفن دي بروين ليفوز السيتي بنتيجة 8–1 في مجموع المباراتين ويتأهل للدور ربع النهائي.
وضعت قرعة ربع النهائي مانشستر سيتي ضد بطل ألمانيا بايرن ميونخ. فاز السيتي على أرضه في الذهاب بثلاثة أهداف نظيفة سجلها رودري و‌برناردو سيلفا وآرلينغ هالاند. أما في الإياب، فتعادل الفريقان بهدف لمثله حيث افتتح آرلينغ هالاند التسجيل قبل أن يعادل يوزوا كيميش النتيجة من ركلة جزاء ليفوز السيتي بنتيجة 4–1 في مجموع المباراتين ويتأهل لنصف النهائي.
وضعت قرعة نصف النهائي مانشستر سيتي ضد بطل إسبانيا وبطل دوري أبطال أوروبا 2021–22 ريال مدريد لتتكرر بذلك مواجهة نصف النهائي بين الفريقين في النسخة الماضية، والتي فاز فيها الريال بنتيجة 6–5 في مجموع المباراتين. انتهت مباراة الذهاب على ملعب سانتياغو برنابيو بهدف لمثله حيث افتتح فينيسيوس جونيور التسجيل لريال مدريد في الشوط الأول وعادل كيفن دي بروين النتيجة في الشوط الثاني. أما في مباراة الإياب على ملعب الاتحاد، ففاز السيتي برباعية نظيفة بأهداف كل من بيرناردو سيلفا (هدفان) و‌مانويل أكانجي وجوليان ألفاريز. فاز السيتي بنتيجة 5–1 في مجموع اللقائين ليتأهل بذلك إلى نهائي دوري الأبطال الثاني في تاريخه.

### إنتر ميلان

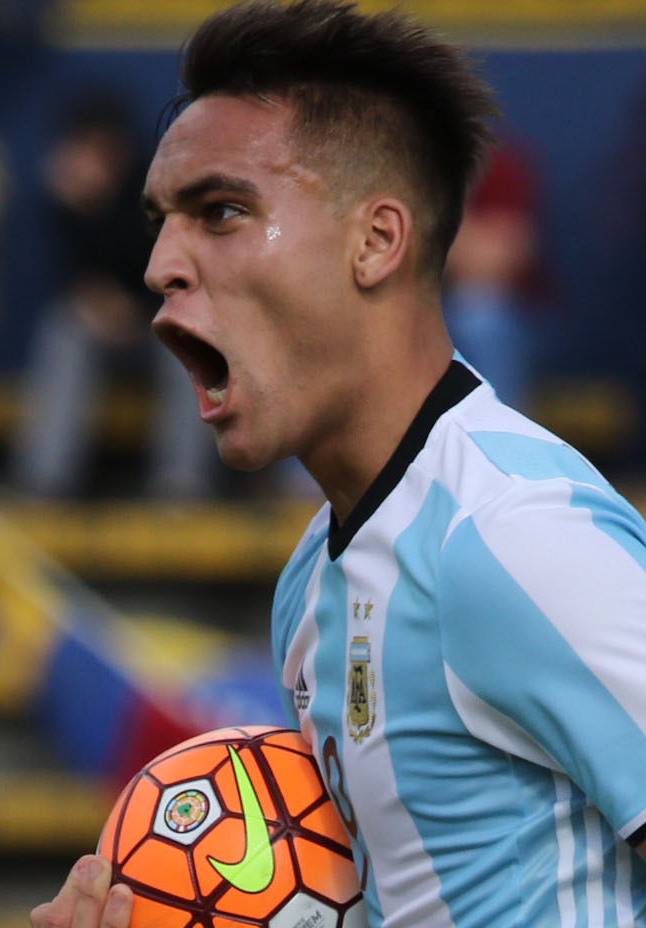
ضمن هدف لاوتارو مارتينيز في إياب نصف النهائي ضد ميلان مكان إنتر ميلان في النهائي.

تأهل إنتر ميلان إلى دوري الأبطال بإنهائه وصيفًا للدوري الإيطالي 2021–22. ووضعته قرعة مرحلة المجموعات في المجموعة الثالثة مع بطل الدوري الألماني بايرن ميونخ ووصيف الدوري الإسباني برشلونة وبطل الدوري التشيكي فيكتوريا بلزن.
واجه الإنتر في أولى مبارياته في دور المجموعات بايرن ميونخ في السان سيرو وخسر بهدفين دون رد وسجل الهدفين كل من ليروي ساني للبايرن و‌دانيلو دامبروزيو على مرماه. في الجولة الثانية، فاز إنتر بهدفين نظيفين على مضيفه فيكتوريا بلزن على ملعب دوسان أرينا بهدفي إدين دجيكو و‌دينزل دومفريس. في الجولة الثالثة، فاز إنتر بهدف نظيف على أرضه على برشلونة وسجل هدف المباراة الوحيد هاكان تشالهان أوغلو. في الجولة الرابعة، تعادل الإنتر وبرشلونة بنتيجة 3–3 على ملعب كامب نو وسجل للإنتر كل من نيكولو باريلا و‌لاوتارو مارتينيز و‌روبن غوسينس بينما سجل أهداف برشلونة كل من روبرت ليفاندوفسكي (هدفان) و‌عثمان ديمبيلي. في الجولة الخامسة، فاز الإنتر برباعية نظيفة على ضيفه فيكتوريا بلزن في السان سيرو بأهداف هنريخ مخيتاريان وإدين دجيكو وروميلو لوكاكو وتأهل بذلك رسميًّا لمرحلة خروج المغلوب. وفي الجولة السادسة، خسر الإنتر أمام بايرن ميونخ على أرض الأخير بهدفين نظيفين سجلهما بنجامين بافار و‌إريك ماكسيم تشوبو-موتينغ.
وضعت قرعة دور الـ16 إنتر ميلان ضد بورتو البرتغالي. فاز الإنتر في الذهاب على أرضه بهدف نظيف سجله روميلو لوكاكو. وانتهت موقعة الإياب بالتعادل السلبي ليفوز الإنتر بنتيجة 1–0 في مجموع اللقائين ويتأهل إلى ربع النهائي.
وضعت قرعة ربع النهائي الإنتر مع نادٍ برتغالي آخر هو بنفيكا. فاز إنتر في مباراة الذهاب التي أقيمت على ملعب دا لوز بهدفين نظيفين سجلهما نيكولو باريلا وروميلو لوكاكو. وانتهت مباراة الإياب في السان سيرو بالتعادل الإيجابي بثلاثة أهداف لمثلهم. سجل أهداف إنتر كل من نيكولو باريلا ولاوتارو مارتينيز و‌خواكين كوريا بينما سجل لبنفيكا كل من فريدريك أورسنيس و‌أنطونيو سيلفا و‌بيتار موسى. فاز إنتر بنتيجة 5–3 في مجموع المباراتين وتأهل لنصف النهائي.
في نصف النهائي، أوقعت القرعة إنتر ميلان مع غريمه المحلي ميلان ليكون بذلك لقاؤهما الأوروبي الأول منذ 2005. في مباراة الذهاب، فاز إنتر بهدفين نظيفين مبكرين سجلهما إدين دجيكو وهنريخ مخيتاريان. وجدد الإنتر فوزه في الإياب بهدف نظيف سجله لاوتارو مارتينيز، ليتأهل بذلك للمباراة النهائية بعد فوزه بنتيجة 3–0 في مجموع المباراتين. وسيكون هذا النهائي الأوروبي الأول للإنتر منذ عام 2010.

## المباراة

### التفاصيل
حُدد الفريق «المُضيف» (لأغراض إدارية) من خلال قرعة إضافية أقيمت بعد قرعتي ربع النهائي ونصف النهائي.
| مانشستر سيتي | 1–0   | إنتر ميلان |
| ------------ | ----- | ---------- |
| - رودري 68'  | تقرير |            |

| مانشستر سيتي | إنتر ميلان |

| GK            | 31 | إيدرسون         | 90+4' |     |
| CB            | 25 | مانويل أكانجي   |       |     |
| CB            | 3  | روبن دياز       |       |     |
| CB            | 6  | ناثان أكي       |       |     |
| CM            | 5  | جون ستونز       |       | 82' |
| CM            | 16 | رودري           |       |     |
| RW            | 20 | برناردو سيلفا   |       |     |
| AM            | 17 | كيفن دي بروين   |       | 36' |
| AM            | 8  | إيلكاي غوندوغان |       |     |
| LW            | 10 | جاك غريليش      |       |     |
| CF            | 9  | آرلينغ هالاند   | 90+2' |     |
| البدلاء:      |    |                 |       |     |
| GK            | 18 | ستيفان أورتيغا  |       |     |
| GK            | 33 | سكوت كارسون     |       |     |
| DF            | 2  | كايل ووكر       |       | 82' |
| DF            | 14 | إيميرك لابورتي  |       |     |
| DF            | 21 | سيرجيو غوميز    |       |     |
| DF            | 82 | ريكو لويس       |       |     |
| MF            | 4  | كالفين فيليبس   |       |     |
| MF            | 32 | ماكسيمو بيروني  |       |     |
| MF            | 47 | فيل فودين       |       | 36' |
| MF            | 80 | كول بالمر       |       |     |
| FW            | 19 | جوليان ألفاريز  |       |     |
| FW            | 26 | رياض محرز       |       |     |
| المدرب:       |    |                 |       |     |
| بيب غوارديولا |    |                 |       |     |

| GK            | 24            | أندريه أونانا       | 90+2' |     |
| CB            | 36            | ماتيو دارميان       |       | 84' |
| CB            | 15            | فرانسيسكو أتشيربي   |       |     |
| CB            | 95            | أليساندرو باستوني   |       | 76' |
| RM            | 2             | دينزل دومفريس       |       | 76' |
| CM            | 23            | نيكولو باريلا       | 59'   |     |
| CM            | 77            | مارسيلو بروزوفيتش   |       |     |
| CM            | 20            | هاكان تشالهان أوغلو |       | 84' |
| LM            | 32            | فيديريكو ديماركو    |       |     |
| CF            | 10            | لاوتارو مارتينيز    |       |     |
| CF            | 9             | إدين دجيكو          |       | 57' |
| البدلاء:      |               |                     |       |     |
| GK            | 1             | سمير هاندانوفيتش    |       |     |
| GK            | 21            | أليكس كورداز        |       |     |
| DF            | 6             | ستيفان دي فري       |       |     |
| DF            | 12            | راوول بيلانوفا      |       | 76' |
| DF            | 33            | دانيلو دامبروزيو    |       | 84' |
| DF            | 37            | ميلان شكرينيار      |       |     |
| MF            | 5             | روبيرتو جاليارديني  |       |     |
| MF            | 8             | روبن غوسينس         |       | 76' |
| MF            | 14            | كريستيان أسلاني     |       |     |
| MF            | 22            | هنريخ مخيتاريان     |       | 84' |
| FW            | 11            | خواكين كوريا        |       |     |
| FW            | 90            | روميلو لوكاكو       | 83'   | 57' |
| المدرب:       |               |                     |       |     |
| سيموني إنزاغي | سيموني إنزاغي | سيموني إنزاغي       | 90+6' |     |

| رجل المباراة: رودري (مانشستر سيتي) الحكام المساعدون: بافيل سوكولنيكي (بولندا) توماش ليستكيفيتش (بولندا) الحكم الرابع: إشتفان كوفاتش (رومانيا) حكم مساعد احتياطي: فاسيلي مارينيسكو (رومانيا) حكم الفيديو المساعد: توماش كفاتكوفسكي (بولندا) مساعدو حكم الفيديو المساعد: بارتوز فرانكوفسكي (بولندا) ماركو فريتز (ألمانيا) | قواعد المباراة - 90 دقيقة - 30 دقيقة وقت إضافي في حال انتهاء الوقت الأصلي بالتعادل - اللجوء إلى ركلات الجزاء الترجيحية في حال استمرار التعادل بعد الوقت الإضافي - اثنا عشر لاعبًا بديلًا - الحد الأقصى المسموح به بالتبديلات هو خمسة، مع السماح بسادس في الوقت الإضافي |

## اُنظر أيضًا
- نهائي الدوري الأوروبي 2023
- نهائي دوري المؤتمر الأوروبي 2023
- نهائي دوري أبطال أوروبا للسيدات 2023
- كأس السوبر الأوروبي 2023

## الملاحظات
1. ↑  يُمنح كل فريق ثلاث فرص لإجراء التبديلات، مع فرصة رابعة في الوقت الإضافي. وتستثنى من ذلك التبديلات التي تجرى ما بين الشوطين وقبل بدء الأشواط الإضافية وما بين الشوطين الإضافيين.

## وصلات خارجية
- دوري أبطال أوروبا (الموقع الرسمي)